# Néstor Fabbri
Néstor Ariel Fabbri (Buenos Aires, Argentina, 29 de abril de 1968) es un exfutbolista argentino que jugaba en la posición de defensor. Representó a su país a nivel internacional, siendo subcampeón de la Copa Mundial de Fútbol de 1990.

## Trayectoria
Fabbri comenzó a jugar en All Boys en 1984, donde debutó en la 22ª fecha del torneo de Primera B, jugando contra Nueva Chicago en el Estadio Islas Malvinas. Ingresó en el segundo tiempo reemplazando a Sergio Sánchez. Dos años después fue vendido a Racing.
Después de seis temporadas con Racing, con el cual obtuvo la Supercopa Sudamericana 1988 (muy recordado su gol en el minuto 45´ ST de la semifinal contra River Plate) y la Supercopa Interamericana 1988, Fabbri jugó en la temporada 1992 en el América de Cali. Luego regresó a Argentina para jugar en el Club Atlético Lanús, antes de irse a Boca Juniors en 1994. Fabbri jugó con Boca hasta 1998. Tras la llegada de Carlos Bianchi al club, su puesto fue ocupado por Walter Samuel, transferido luego a la primera división de Francia, al FC Nantes Atlantique. En el Nantes, Fabbri ganó en 1999 y 2000 la Copa de Francia, en 1999 y 2001 la Supercopa de Francia, y en 2001 la Liga francesa.
En 2002, Fabbri fue transferido al En Avant de Guingamp, en ese momento en la primera división francesa. Cuando el equipo se fue a la segunda división, volvió a la Argentina, para primero jugar en Estudiantes en 2003, y 2004 en All Boys, donde se retiró, marcando el gol de la victoria de su equipo frente a Argentino de Rosario.

## Selección nacional
Integró el combinado argentino que ganó la medalla de oro en los Juegos Suramericanos de 1986, fue subcampeón del Torneo Preolímpico Sudamericano de 1988 y que obtuvo la medalla de bronce en el torneo de fútbol de los Juegos Panamericanos de 1987.
Disputó el torneo de fútbol masculino de los Juegos Olímpicos de Seúl 1988, donde los argentinos terminaron en la quinta ubicación. 
Fue internacional con la selección absoluta entre 1987 y 1996, sumando 22 partidos en los que marcó dos goles.
Estuvo presente en la Copa Mundial de 1990, la Copa América 1995 y la Copa Rey Fahd 1995.

### Participaciones en Copas del Mundo
| Mundial              | Sede   | Resultado  |
| -------------------- | ------ | ---------- |
| Copa Mundial de 1990 | Italia | Subcampeón |

## Clubes
| Club                    | País      | Año       |
| ----------------------- | --------- | --------- |
| All Boys                | Argentina | 1984-1985 |
| Racing Club             | Argentina | 1986-1992 |
| América de Cali         | Colombia  | 1992      |
| Lanús                   | Argentina | 1993-1994 |
| Boca Juniors            | Argentina | 1994-1998 |
| FC Nantes               | Francia   | 1998-2002 |
| En Avant de Guingamp    | Francia   | 2002-2003 |
| Estudiantes de La Plata | Argentina | 2003-2004 |
| All Boys                | Argentina | 2004      |

## Palmarés

### Campeonatos nacionales
| Título                | Club            | País     | Año  |
| --------------------- | --------------- | -------- | ---- |
| Campeonato colombiano | América de Cali | Colombia | 1992 |
| Copa de Francia       | FC Nantes       | Francia  | 1999 |
| Supercopa de Francia  | FC Nantes       | Francia  | 1999 |
| Copa de Francia       | FC Nantes       | Francia  | 2000 |
| Ligue 1               | FC Nantes       | Francia  | 2001 |
| Supercopa de Francia  | FC Nantes       | Francia  | 2001 |

### Campeonatos internacionales
| Título                 | Club        | País      | Año  |
| ---------------------- | ----------- | --------- | ---- |
| Supercopa Sudamericana | Racing Club | Argentina | 1988 |

### Distinciones individuales
| Distinción                   | Año  |
| ---------------------------- | ---- |
| Futbolista Argentino del Año | 1987 |